# ماساو أكاشي
ماساو أكاشي (باليابانية: 明石昌夫؛ بالكانا: あかし まさお) هو موزع موسيقي ومنتج أسطوانات وملحن ياباني، ولد في 25 مارس 1957 في نيشينومايا في اليابان.

## وصلات خارجية
- ماساو أكاشي على موقع ميوزك برينز (الإنجليزية)